# Kawanishi E10K
Il Kawanishi E10K (?) era un idrovolante da ricognizione a scafo centrale, monomotore biplano, sviluppato dall'azienda giapponese Kawanishi Kōkūki KK negli anni trenta e rimasto allo stadio di prototipo.
Destinato alla Dai-Nippon Teikoku Kaigun Kōkū Hombu, la componente aerea della Marina imperiale giapponese,  non venne selezionato per la produzione ma venne comunque preso in carico e convertito in idrovolante da trasporto ed identificato come Aereo da trasporto per la marina Tipo 94 (?).

## Storia del progetto
Nel 1934 la Marina imperiale giapponese emise una specifica per la fornitura di un nuovo idroricognitore il cui compito consisteva nel rintracciare navi nemiche col favore delle tenebre informando i sommergibili che potevano così dirigersi verso i loro obiettivi e, nelle missioni diurne, nel consentire alle unità di superficie della flotta combinata di inquadrarle con le loro artiglierie. Il concetto venne testato con l'Aichi 6-Shi "idroricognitore notturno sperimentale per la marina", il quale però non riuscì a risultare efficace in condizioni operative. Le richieste prevedevano un modello dotato di buona autonomia e stabilità a bassa velocità, per facilitare ai suoi equipaggi il volo durante le lunghe missioni notturne, ed una struttura che ne permettesse l'uso dalle catapulte per aerei con cui erano equipaggiate le unità maggiori della flotta.
A questo scopo vennero contattate la Aichi Kōkūki e la Kawanishi che furono incaricate di fornire due prototipi ciascuna per una serie di valutazioni comparative. Il progetto della Kawanishi, identificato dall'azienda come Type T, riguardava un idro monomotore in configurazione traente con velatura biplana e di costruzione interamente metallica. Le ali, ripiegabili all'indietro e dotate di una coppia di montanti "ad N", uno per lato, erano basate su quelle già utilizzate sull'idroricognitore a scarponi Kawanishi E7K, mentre il motore radiale Nakajima Kotobuki era montato centralmente sul bordo d'attacco dell'ala superiore. Lo scafo integrava le tre postazioni per l'equipaggio, con il pilota e copilota che sedevano in una cabina di pilotaggio chiusa, mentre l'osservatore che aveva anche l'incarico di mitragliere di difesa, occupava una postazione a prua equipaggiata con una mitragliatrice montata su supporto brandeggiabile.
Il primo prototipo venne portato in volo per la prima volta il 10 settembre 1934 per essere poi inviato assieme al secondo esemplare alle prove comparative indette dalla marina dove si confrontò con il concorrente Aichi E10A. La commissione esaminatrice determinò la superiore stabilità del modello proposto dall'Aichi aggiudicando l'avvio della produzione in serie dell'E10A.